# Сайфуллин, Рафаэль Джиганшевич
Рафаэ́ль Джига́ншевич Сайфу́ллин (фин. Rafael Saifullin; род. 24 июня 1952, Китаб, Кашкадарьинская область) — советский, российский и финский скульптор, автор ряда городских и парковых скульптур из бронзы и керамики; член союза художников России и Финляндии.

## Биография
Родился 24 июня 1952 года в городе Китаб, Узбекской ССР в семье преподавателя русского языка и литературы. Родиной же художник считает дер. Мастяк Кулаткинского района Ульяновской области, откуда родом его предки.
В 1979 году окончил Ленинградское высшее художественно-промышленное училище имени В. И. Мухиной, кафедру керамики и стекла, был учеником выдающегося профессора В. С. Васильковского.
До 1992 года проживал в п.Кикерино в Ленинградской области. Член союза художников России. Работал единственным художником на фарфорово-керамическом заводе «Горн».
С 1992 года проживает в Финляндии в городе Киско, где имеет собственную экспозиционную и рабочую мастерскую «Studio R.» (Uitmuksentie 4). Является членом союза художников России и Финляндии.
В 2015 году участвовал в конкурсе скульптур, посвящённых 130-летию самарского водопровода.

## Наиболее известные работы
Его работы — это в первую очередь мысли и раздумья. Гармония, склеивающая их, рождает произведение. Продукт, который создает художник, — это чувства. Если они возникают, если они трогают, — значит получилось произведение.
Наиболее известные работы:
- 2005 — «Onnen hevonen» («Лошадь счастья[фин.]»), Турку, Юлеопистонкату[3].
- 2006 — «Tuuli mereltä» («Ветер с моря»), набережная города Ханко[4].
- 2009 — «Lintu» («Птица»[фин.]), Киско, Финляндия.
- 2014 — «Пролетарий», на Троицком тракте города Челябинска[5].
- 2014 — «Венер» («Vener»), город Челябинск[6][7].
- 2015 — «История города», перед драмтеатром города Челябинска[8][9].
- 2017 — «Onni» («Счастье»). Установлен и открыт 21 июня 2017 года в городе Сало, Финляндия. Скульптура приурочена к 100-летию независимости Финляндии.
- 2018 — Конь-Страна, работа установлена в городе Казань на улице Баумана.

Парковые скульптуры «Дриада», «Плачущая роза», «Фея», грустные бронзовые вазы на каменных подиумах своей таинственной патиной органично вошли в парки старинных особняков, имений и живут в гармонии человека с окружающим миром.
«Письмо матери» — любимая работа самого скульптора. Увидев ее, зритель переносится в свою первую детскую любовь к матери, которая дает ключ к пониманию. Этот ключ сопереживания и определяет искусство Рафаэля Сайфуллина.

## Выставки
Более 50 персональных выставок в России, Финляндии, США, Великобритании, Германии, Австрии, Аландских островах.
В Летнем саду, в 1987 году, в знаменитом чайном павильоне Карла Росси состоялась необыкновенно красивая выставка с названием «Дорога в Кикерино», в которой было представлено собрание удивительно поэтичных произведений: «Окно в осень», «Приходите ко мне в гости», «Последний день лета».
В том же году в Америке на страницах самого известного журнала о художественной керамике Ceramics Monthly была напечатана статья A Russian Night, которая привлекла внимание к его творчеству известных керамических студий мира. Выставка «Мой сад» стала результатом его трехмесячной резидент-программы в Тhe Clay Studio в Филадельфии и стала примером уникальных возможностей керамического материала в изобразительном искусстве. Его композиция «Боль» стала экспонатом известного музея Америки, а «История любви», состоящая из двух больших яблок, была приобретена представителями компании Apple и подарена одному из самых известных и богатых людей планеты.
В 1988 году Ленинградский дом дружбы и культуры предложил включить выставку произведений Р. Сайфуллина в программу мероприятий дней культуры Ленинграда в городе-побратиме Турку в Финляндии. Большая персональная выставка состоялась в самом сердце города в здании Старой ратуши и получила всеобщее признание.
В июне — сентябре 2012 года состоялась выставка «Монолог» в Генеральном консульстве России в Турку, Финляндия.
В 2017 году состоялась выставка, приуроченная к 100-летию Финляндии — «Моё Киско» (фин. Minun Kiskoni). В представленных произведениях читалась бесконечная любовь к Финляндии, к уголку земли, где живёт и работает художник.

## Семья
- Первая жена Надия Сайфуллина (скончалась в 2005 г.).
- Сын — Камиль, скульптор, кузнец, живёт в Самаре.
- Дочь — Сания, живёт в Хельсинки.
- Сын — Азим, живёт в Хельсинки.
- Вторая жена Мирьями Торванен.